# ناکاوک
ناکاوک (به انگلیسی: Nackawic) یک منطقهٔ مسکونی در کانادا است که در یورک واقع شده‌است. ناکاوک ۸٫۴۰ کیلومتر مربع مساحت و ۹۴۱ نفر جمعیت دارد و ۱۳۸٫۶۹ متر بالاتر از سطح دریا واقع شده‌است.